# ウィキツリー
ウィキツリー (WikiTree) とはMediaWikiプラットホームを利用したプロジェクトである。2005年4月26日開始。今までに生きてきた先祖の基本プロフィールを把握し、それにより自動的に家系図を作ることを目的としている。登録するのに必要な情報は名前、子供の名前、出生日と死亡日のデータだけであり、これを元に自動的に系図が作成される。
ウィキツリーはウィキペディアを管轄するウィキメディア財団のプロジェクトではない。